# Dendrobium uniflorum
Dendrobium uniflorum là một loài thực vật có hoa trong họ Lan. Loài này được Griff. mô tả khoa học đầu tiên năm 1851.

## Hình ảnh

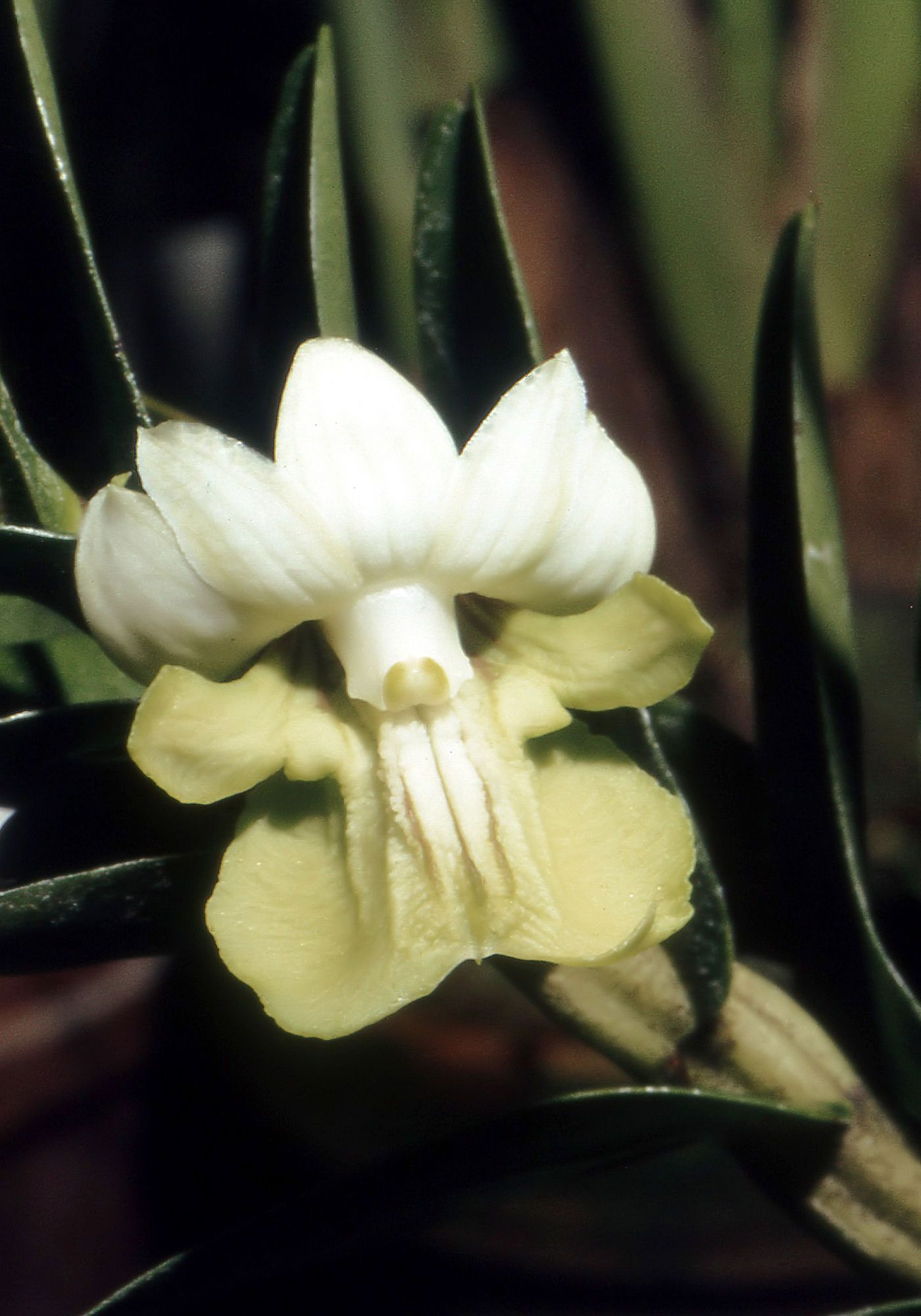
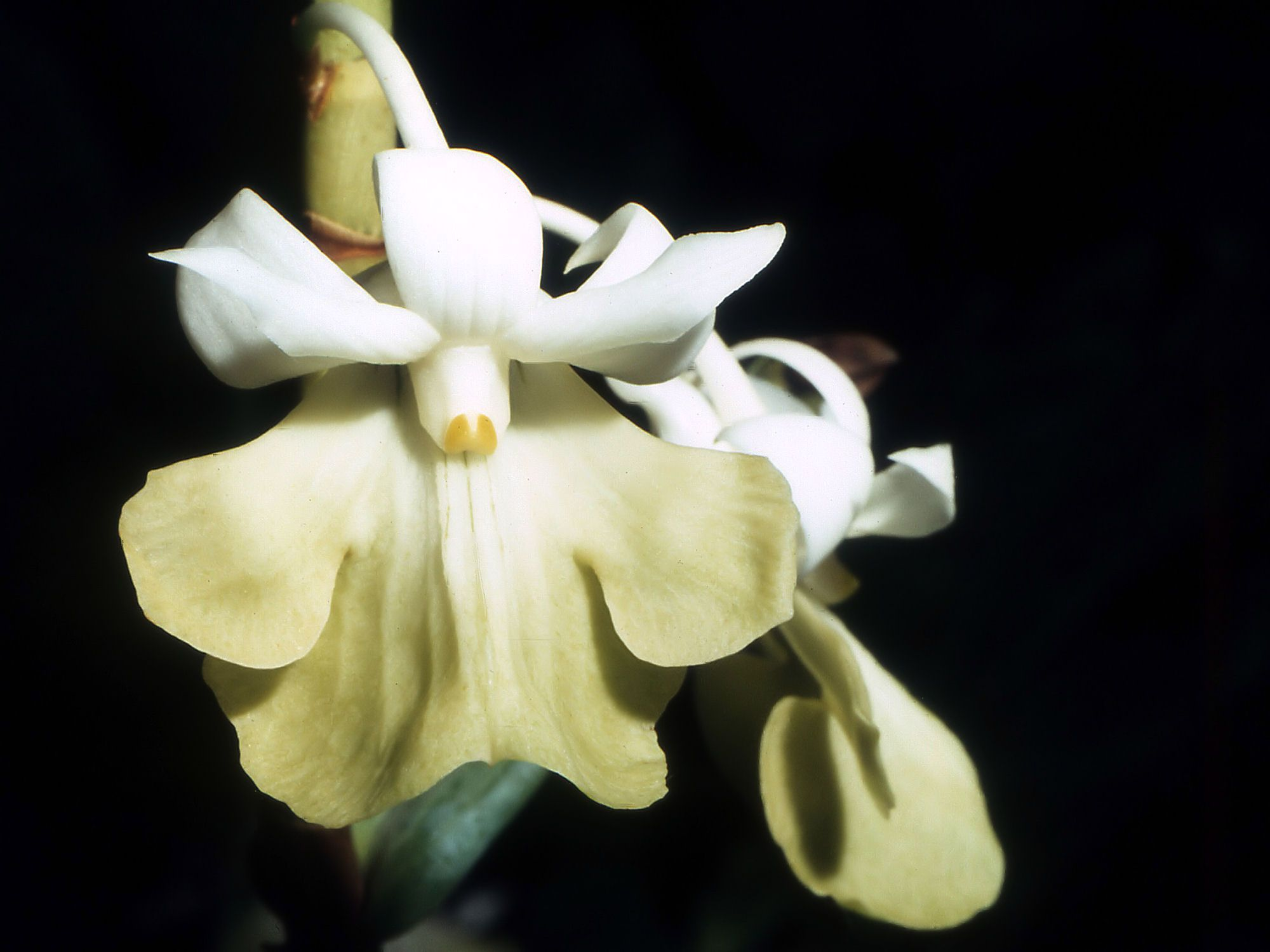